# Leonard (Texas)
Leonard è un centro abitato degli Stati Uniti d'America, situato nella contea di Fannin dello Stato del Texas.
La popolazione era di 2.055 persone al censimento del 2022.

## Geografia fisica
Leonard è situata a 33°22′59″N 96°14′43″W (33.383165, -96.245248), sulla U.S. Highway 69.
Secondo lo United States Census Bureau, ha un'area totale di 2,0 miglia quadrate (5,2 km²).

## Società

### Evoluzione demografica
Secondo il censimento del 2000, c'erano 1.846 persone, 683 nuclei familiari e 497 famiglie residenti nella città. La densità di popolazione era di 936,8 persone per miglio quadrato (361,8/km²). C'erano 751 unità abitative a una densità media di 381,1 per miglio quadrato (147,2/km²). La composizione etnica della città era formata dall'84,99% di bianchi, il 5,53% di afroamericani, l'1,90% di nativi americani, lo 0,11% di asiatici, il 5,69% di altre razze, e il 15,8% di due o più etnie. Ispanici o latinos di qualunque razza erano il 7,85% della popolazione.
C'erano 683 nuclei familiari di cui il 39,4% aveva figli di età inferiore ai 18 anni, il 55,9% erano coppie sposate conviventi, il 13,8% aveva un capofamiglia femmina senza marito, e il 27,2% erano non-famiglie. Il 25,2% di tutti i nuclei familiari erano individuali e il 13,9% had no one living alone who was 65 anni o più. Il numero di componenti medio di un nucleo familiare era di 2,65 e quello di una famiglia era di 3,16.
La popolazione era composta dal 30,2% di persone sotto i 18 anni, l'8,9% di persone dai 18 ai 24 anni, il 27,7% di persone dai 25 ai 44 anni, il 19,4% di persone dai 45 ai 64 anni, e il 13,9% di persone di 65 anni o più. L'età media era di 33 anni. Per ogni 100 femmine c'erano 93,1 maschi. Per ogni 100 femmine dai 18 anni in giù, c'erano 82,8 maschi.
Il reddito medio di un nucleo familiare era di 34.318 dollari, e quello di una famiglia era di 40.461 dollari. I maschi avevano un reddito medio di 32.071 dollari contro i 20.888 dollari delle femmine. Il reddito pro capite era di 14.747 dollari. Circa il 12,9% delle famiglie e il 17,7% della popolazione erano sotto la soglia di povertà, incluso il 20,5% di persone sotto i 18 anni e il 27,5% di persone di 65 anni o più.